# Weser (Schiff, 1858)
Die Weser war ein Fracht- und Passagierdampfer, der 1858 als eines der ersten Schiffe für den Norddeutschen Lloyd gebaut wurde. Die Weser war ein Schwesterschiff der Hudson des NDL. Sie war ein als Bark getakeltes Segelschiff mit Dampfmaschinenantrieb und eisernem Rumpf.
Schon bei der Jungfernfahrt geriet sie im Dezember 1858 in einen schweren Sturm und musste mit Schäden auf dem Atlantik umkehren und Cork als Nothafen anlaufen. Nach den Reparaturen lief sie am 6. März 1859 wieder aus. Vom Pech verfolgt verlor sie nun ihre Schraube. Der NDL musste eine heftige Krise überstehen. Die Werft war bereit, das Schiff zurückzukaufen. Die französische Reederei Messageries Maritimes kaufte nach einem höheren Gebot das Schiff. Die Weser wurde von der französischen Marine erworben und unter Beibehalt des Namens als Truppentransporter eingesetzt. Bereits im Februar 1861 strandete das Unglücksschiff in der Mündung des Mekongs in Indochina.